# Джонсон, Питер
Питер Бони Джонсон (англ. Peter Bonu Johnson; 10 мая 1963, Банжул, Гамбия — 28 июля 2019) — гамбийский футболист и тренер.

## Биография
В качестве футболиста всю свою карьеру провел на родине. Выступал на позиции защитника. В течение долгого времени вызывался в сборную Гамбии, за которую он сыграл 38 матчей и забил четыре гола.
После завершения карьеры Джонсон стал тренером. В 2007 году, находясь у руля молодежной сборной страны, он завоевал бронзовые медали на Кубке Африки для игроков не старше 20 лет. Благодаря этому результату гамбийцы впервые дебютировали на Чемпионате мира среди молодежных команд в Канаде. В 2011-2012 гг. и в 2013-2015 гг. специалист был главным тренером сборной Гамбии.
Утром 28 июля 2019 года Питер Джонсон скончался после тяжелой и продолжительной болезни.

## Достижения
- Бронзовый призер молодежного Кубка Африки (1): 2007.